# 北海道道543号上宇莫別美瑛停車場線
北海道道543号上宇莫別美瑛停車場線（ほっかいどうどう543ごう かみうばくべつびえいていしゃじょうせん）は、北海道上川郡美瑛町内を結ぶ一般道道（北海道道）である。

## 概要

### 路線データ
- 起点：北海道上川郡美瑛町字上宇莫別
- 終点：北海道上川郡美瑛町栄町1丁目（JR北海道 富良野線 美瑛駅）
- 総延長：19.618 km
- 実延長：16.316 km
- 重用延長：3.302 km
- 未舗装延長：1.000 km

### 道路管理者
- 上川総合振興局 旭川建設管理部 事業課

## 歴史
- 1966年（昭和41年）3月31日 - 路線認定[1]。

## 路線状況

### 重複区間
- 北海道道213号天人峡美瑛線（美瑛町字下宇莫別 - 美瑛町栄町〔終点〕）

### 道路施設

#### 道の駅
- 道の駅びえい「丘のくら」

## 地理

### 通過する自治体
- 上川総合振興局
  - 上川郡美瑛町

### 交差する道路
美瑛町
- 北海道道1116号富良野上川線 - 字忠別
- 北海道道213号天人峡美瑛線 - 字下宇莫別、栄町（終点）（重複）
- 北海道道966号十勝岳温泉美瑛線 - 旭町

### 沿線にある施設など
美瑛町
- 聖台ダム
- 美瑛町立美進小学校
- 北海道美瑛高等学校
- 旭川信用金庫美瑛支店
- JR北海道 富良野線 美瑛駅